# MeriStation
MeriStation és una revista online de videojocs fundada l'any 1997 per un grup d'aficionats (Elena Avellaneda, Eduardo Paradinas, Xabier G. Santos, Félix de la Concepció, Jordi Espunya, Oroel Praena) encapçalats per Pep Sánchez. En 2017 es va fusionar amb el diari As del Grup PRISA per millorar les dades d'audiència i així tenir més ingressos per publicitat. En aquell moment tenia 1,8 milions d'usuaris,
La revista conté anàlisis i videoanàlisis, avenços, impressions, articles, monogràfics, trucs i guies de videojocs, així com notícies, columnes d'opinió, podcasts i cobertures en directe de fires internacionals com el E³ o el Tokyo Game Show. Cada videojoc analitzat és qualificat amb una nota de l'1 al 10, i els lectors poden realitzar una reanàlisi o nova crítica en què són ells qui puntuen i comenten.
La redacció de la revista que dirigeix Pep Sánchez inclou col·laboradors i redactors, entre els quals hi ha el mateix Pep Sánchez, Nacho Ortiz, Francisco Serrano, Juan Porteiro, Ramón Méndez, Joaquín Relaño, Will van Dijk, Lorenzo Von Matterhorn, Enrique García o Albert Gil, noms habituals de la premsa especialitzada del sector. Actualment Meristation compta amb un corresponsal als Estats Units, Pau Ortega, tres corresponsals a Tòquio (Xavier Ocampo, Mariano Pérez i Luis García Navarro), que han estat els responsables de la cobertura dels llançaments de PlayStation 3, Wii i Xbox 360 al Japó, un corresponsal a Nova York (Nacho Segòvia) i un altre a Taipei (Fernando Hernández).